# Pleurothallis caroli
Pleurothallis caroli är en orkidéart som beskrevs av Rudolf Schlechter. Pleurothallis caroli ingår i släktet Pleurothallis och familjen orkidéer. Inga underarter finns listade i Catalogue of Life.